# Aníkúlápó
Pour plus de détails, voir Fiche technique et Distribution.
Aníkúlápó est un film épique de fantasy nigérian de 2022 produit par Kunle Afolayan et distribué par Netflix. Il est sorti le 30 septembre 2022 et met en vedette Kunle Remi, Bimbo Ademoye, Sola Sobowale, Hakeem Kae-Kazim et Taiwo Hassan. Le film est tourné dans l'État d'Oyo, et Afolayan décrit le travail comme étant le « Game of Thrones recréé au Nigéria, mais avec une meilleure représentation de notre culture (la culture yoruba) »,.

## Synopsis
Aníkúlápó raconte l'histoire du personnage de Saro joué par Kunle Remi, qui arrive récemment à Oyo en tant qu'étranger et tisserand traditionnel utilisant le métier à tisser "aso-ofi" et la technique. Saro entretient une relation illicite avec la reine Arolake jouée par Bimbo Ademoye, qui a un mariage malheureux car elle est détestée par les épouses du roi et n'est pas intéressée par le roi, mais c'est son devoir de coucher avec lui. Elle est aussi jeune et indifférente à l'attention constante du vieux roi. Son favoritisme crée des rivalités avec les autres reines plus âgées, qui la maltraitent. Elle et Saro tombent amoureux. Alors qu'ils planifient de s'enfuir, la nouvelle de leur liaison parvient au roi, qui condamne Saro à mort. Basé sur le mythe de l'oiseau Akala qui le réveille de la mort, Saro, grâce aux actions astucieuses d'Arolake, acquiert le pouvoir de ressusciter les morts grâce à une calebasse volée par Aroloke, et gagne le nom d'Anikulapo (Aníkúlápó), ce qui signifie celui qui détient la mort dans son sac. Alors que Saro devient populaire dans leur nouveau village d'Ojumo, il porte un regard amoureux sur d'autres femmes et trahit Arolake. Son orgueil excessif est sa ruine, car il commence à faire des demandes excessives aux villageois avant de pouvoir ramener les morts à la vie. Lorsqu'Arolake entend que Saro a demandé la fille du roi avant de pouvoir redonner vie à l'héritier du roi, elle mine la source de son pouvoir et l'abandonne. Saro échoue à ressusciter le prince et découvre qu'il n'a plus le pouvoir de dompter la mort,,,,.

## Fiche technique
- Réalisation : Kunle Afolayan
- Pays de production :  Nigeria

## Distribution
- Kunle Remi : Saro, le tisserand
- Bimbo Ademoye : la reine Arolake, la plus jeune reine d'Oyo
- Hakeem Kae-Kazim : Oba Aderoju d'Ojumo
- Sola Sobowale : Awarun, la femme d'affaires qui dirige un atelier/fabrique de céramique
- Taiwo Hassan : Alaafin Ademuyiwa
- Ropo Ewenla : Asohun Oba pour la ville d'Ojumo
- Faithia Balogun : la reine d'Ojumo
- Kareem Adepoju : le chef d'Ojuma
- Eyiyemi Afolayan : Omowunmi, fille d'une des reines d'Alaafin (cette actrice, la fille du réalisateur, fait ses débuts dans un long métrage ici)
- Adebowale Adedayo (Mr Macaroni) : Akanji, un citoyen d'Oyo qui donne des conseils à Saro
- Oga Bello : le chef d'Oyo
- Moji Olayiwola
- Aisha Lawal : Olori Sukanmi
- Dele Odule
- Yinka Quadri : le chasseur d'Ojumo
- Ariyike Owolagba : Omowon[8]

## Production
Anikulapo, qui est la production de Kunle Afolayan en partenariat avec Netflix, est produit et tourné par Jonathan Kovel au KAP resort récemment lancé dans un village de l'État d'Oyo. Il a été produit et tourné sur 16 hectares avec toute l'infrastructure et les bâtiments construits à partir de zéro pour correspondre à la production, tout en ayant l'intention d'en faire un village cinématographique. La production a également mis en vedette la fille du réalisateur, Kunle Afolayan, ce qui a été décrit par BusinessDay comme le renforcement de l'héritage familial, car leur dynastie est connue pour être présente dans l'industrie cinématographique depuis leur première génération,.

## Distinctions
| Année | Événement                               | Catégorie                             | Nommé                         | Résultat   | Références |
| ----- | --------------------------------------- | ------------------------------------- | ----------------------------- | ---------- | ---------- |
| 2023  | Africa Magic Viewers Choice Awards (en) | Meilleure actrice dans un second rôle | Sola Sobowale                 | Nomination | ,          |
| 2023  | Africa Magic Viewers Choice Awards (en) | Meilleure acteur dans un second rôle  | Yinka Quadri                  | Nomination | ,          |
| 2023  | Africa Magic Viewers Choice Awards (en) | Meilleure acteur dans un second rôle  | Taiwo Hassan                  | Nomination | ,          |
| 2023  | Africa Magic Viewers Choice Awards (en) | Meilleure actrice                     | Bimbo Ademoye                 | Nomination | ,          |
| 2023  | Africa Magic Viewers Choice Awards (en) | Meilleure langue indigène – yoruba    | Kunle Afolayan                | Lauréat    | ,          |
| 2023  | Africa Magic Viewers Choice Awards (en) | Meilleur costumier                    |                               | Nomination | ,          |
| 2023  | Africa Magic Viewers Choice Awards (en) | Meilleur éclairagiste                 | Lanre Omofaiye                | Nomination | ,          |
| 2023  | Africa Magic Viewers Choice Awards (en) | Meilleur monteur                      | Temitope Folarin              | Nomination | ,          |
| 2023  | Africa Magic Viewers Choice Awards (en) | Meilleur monteur son                  | Anu Afolayan                  | Lauréat    | ,          |
| 2023  | Africa Magic Viewers Choice Awards (en) | Meilleure bande sonore                | Kent Edunjobi                 | Lauréat    | ,          |
| 2023  | Africa Magic Viewers Choice Awards (en) | Meilleur maquillage                   | Hakeem Onilogbo               | Nomination | ,          |
| 2023  | Africa Magic Viewers Choice Awards (en) | Meilleur scénariste                   | Sola Dada                     | Lauréat    | ,          |
| 2023  | Africa Magic Viewers Choice Awards (en) | Meilleur directeur de la photographie | Jonathan Kovel                | Nomination | ,          |
| 2023  | Africa Magic Viewers Choice Awards (en) | Meilleur film d'Afrique de l'Ouest    | Kunle Afolayan                | Nomination | ,          |
| 2023  | Africa Magic Viewers Choice Awards (en) | Meilleur film d'Afrique               | Kunle Afolayan                | Lauréat    | ,          |
| 2023  | Africa Magic Viewers Choice Awards (en) | Meilleur réalisateur                  | Kunle Afolayan                | Nomination | ,          |
| 2023  | Africa Movie Academy Awards             | Meilleur film                         | Segun Akintunde, Seun Soyinka | Nomination | [ 17 ]     |
| 2023  | Africa Movie Academy Awards             | Meilleur film nigérian                |                               | Nomination | [ 17 ]     |
| 2023  | Africa Movie Academy Awards             | Meilleur réalisateur                  | Kunle Afolayan                | Nomination | [ 17 ]     |
| 2023  | Africa Movie Academy Awards             | Meilleure actrice                     | Bimbo Ademoye                 | Nomination | [ 17 ]     |
| 2023  | Africa Movie Academy Awards             | Meilleur espoir                       | Eyiyemi Afolayan              | Nomination | [ 17 ]     |
| 2023  | Africa Movie Academy Awards             | Meilleurs maquillages                 | Hakeem Onilogbo               | Nomination | [ 17 ]     |
| 2023  | Africa Movie Academy Awards             | Meilleurs costumes                    | Toyin Bifarin Ogundeji        | Nomination | [ 17 ]     |
| 2023  | Africa Movie Academy Awards             | Meilleurs décors                      | Kunle Afolayan                | Lauréat    | [ 17 ]     |
| 2023  | Africa Movie Academy Awards             | Meilleur film en langue africaine     | Kunle Afolayan                | Lauréat    | [ 17 ]     |